# 比巴拉
14°46′00″S 13°21′00″E / 14.76667°S 13.35000°E

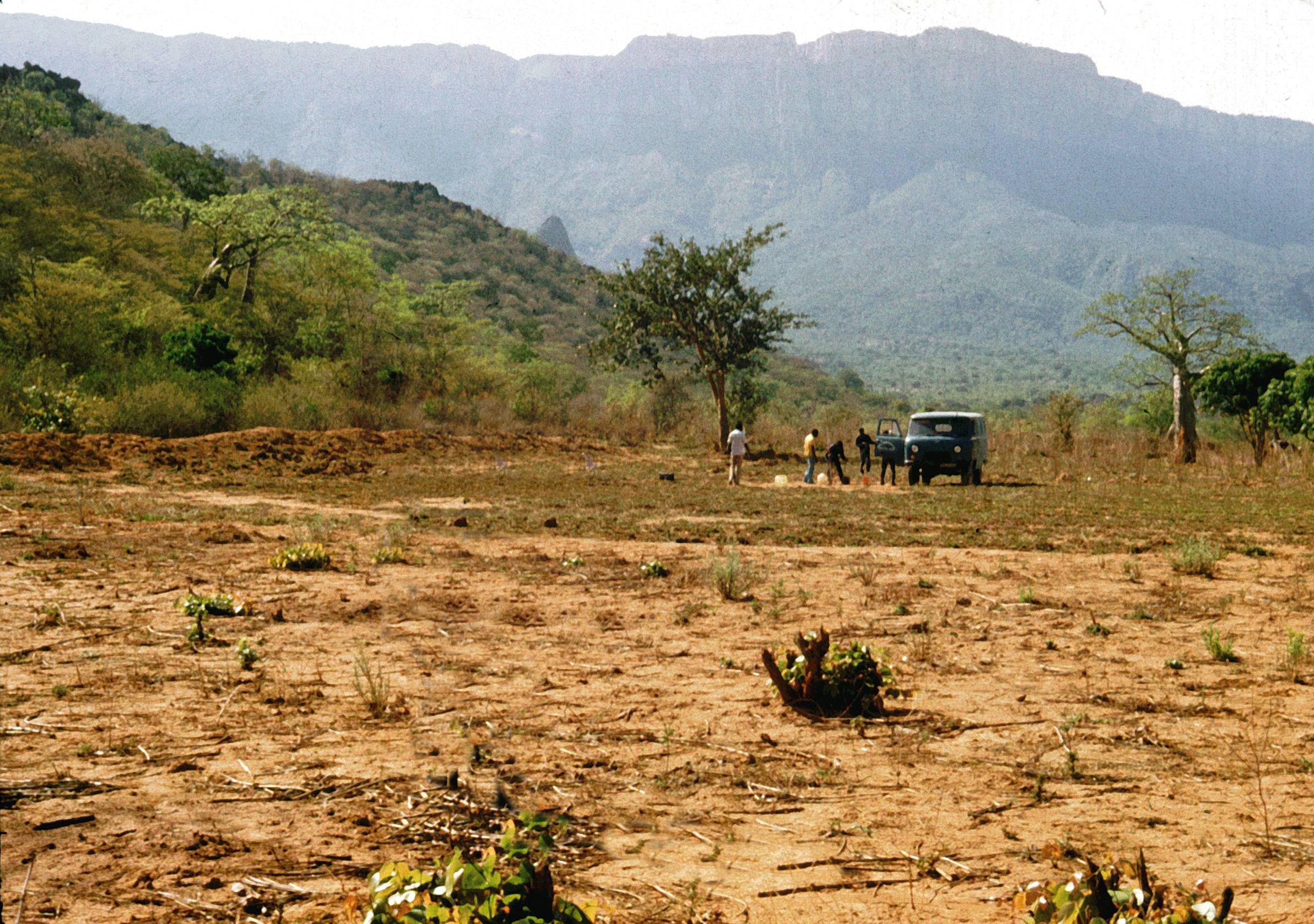
比巴拉

比巴拉（葡萄牙語：Bibala），是安哥拉的城鎮，位於該國西南部，由納米貝省負責管轄，始建於1912年，面積7,639平方公里，2014年該城鎮人口55,399，人口密度每平方公里7人。